# .re
re. هو امتداد خاص بالعناوين الإلكترونية (نطاق) domain للمواقع التي تنتمي إلى رينيون (مستعمرة فرنسية في المحيط الهندى).